# Rugofrontia
Rugofrontia is een geslacht van vlinders van de familie uilen (Noctuidae), uit de onderfamilie Hadeninae.

## Soorten
- R. micans Köhler, 1947
- R. unifera Köhler, 1947